# د. جاي جونسون (لاعب كرة قدم أمريكية)
د. جاي جونسون (بالإنجليزية: D. J. Johnson)‏ هو لاعب كرة قدم أمريكية أمريكي، ولد في 7 نوفمبر 1985 في تكساس سيتي في الولايات المتحدة.

## وصلات خارجية
- دي. جونسون على موقع مرجع كرة القدم المحترفة.كوم (الإنجليزية)